# 開城龐氏
開城龐氏（ケソンバンし、朝鮮語: 개성방씨）は、朝鮮の氏族の一つ。2015年の調査では、835人。
始祖は、中国戦国時代の魏の将軍の龐涓の子孫の龐斗賢である。龐斗賢は、元の官職の直省舎人を務めていた1351年に魯国公主が高麗恭愍王に降嫁される時の六時郎・八学士の一人として高麗に入国した。